# Gilberto de Lascariz

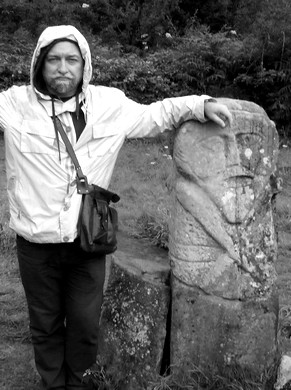
Gilberto de Lascariz

Gilberto de Lascariz é um escritor e esoterista português. Nasceu em Caracas, Venezuela, vindo desde muito cedo a viver em Portugal.

## Biografia
Formou-se em Direito, na Faculdade de Direito de Lisboa, ao mesmo tempo que seguía Língua e Cultura Sânscrita na Universidade Nova de Lisboa. Desde muito cedo esteve envolvido em várias sociedades esotéricas de carácter rosacruciano e maçónico, tendo tomado votos na Tradição Nyngma-Pa do Budismo Tibetano.
A sua envolvência com o Wicca Tradicional na Tradição Alexandriana a partir de 1982, associado ao seu envolvimento com a Antroposofia, despertou-o para a necessidade de desenvolver métodos meditativos e rituais que permitissem uma abordagem esotérica da Bruxaria Iniciática e Neo-Pagã em antítese à sua superficialização New-Age. Em 1989 criou em Portugal o Conventículo TerraSerpente de Wicca Alexandriano e lançou a Confraria Sol-Negro, uma organização artística dedicada à renovação estética das artes sob o ponto de vista do esoterismo neo-pagão, na sua acepção evoliana. Ao longo dos anos oitenta e inícios de noventa publicou em várias revistas underground ensaios e artigos literários sobre Moda e Artes Plásticas na perspectiva do Esoterismo e do Luciferismo. As suas palestras nas Conferências do Inferno, realizadas nos anos 80/90 no Porto, alertaram-no para a necessidade de registar em livro o seu pensamento esotérico e neo-pagão. Publicou os livros Mãe Canibal, O Culto da Bruxaria no Artista e Escritor Austin Osman Spare, O Verbo do Arcano Luciferino em Fernando Pessoa, e traduziu e prefaciou o livro de Ronald Huton, Os Xamãs da Sibéria.  Em 1999 criou o Projecto Karnayna, uma organização que visava fornecer instrução esotérica na perspectiva do Neo-Paganismo.
É Magister Maximus da Irmandade da Serpente da Alba e tem o Grau 33º, 66º, 90º, 95º, 97º, sendo Deputado Grão-Mestre Internacional do Rito Antigo e Primitivo de Memphis-Misraïm do Santuário Soberano Hermético da Lusitânia e do Soberano Santuário do Brasil do Rite Ancien et Primitif de Memphis-Misraïm; Superior Desconhecido da Ordre Martiniste Operant (via Ambelain e Mauer), assim como Reau-Croix da Ordre des Chevaliers Élus Coëns de l’Univers; Cavaleiro Benfeitor da Cidade Santa do Grand Prieuré Indépendant et Souverain; Bispo da Ecclesia Gnóstica Apostólica e da Ecclesia Gnóstica Joanita; Baille-Ge da Tradição Franco-Haitiana da Cobra Negra e Iniciado da Cobra Vermelha (Bertiaux-Duez-Pedutti); Grau XVI da OTO-FH e High Priest Grau XVI do Club Chorozon (Bertiaux-Duez-Pedutti), além de Mestre da Fraternité Thérapeutique et Magique de la Myriam (via Linhagem Henadel, Giudicelli); Graus IXº e XIº do antigo Santuário Brasileiro da Ordo Templis Orientis (Tradição Merlin IXº e XIIº, etc.).
A revista portuguesa de cultura gótica Elegy Ibérica considerou-o em 2006 como sendo a figura mais importante do pensamento esotérico neo-pagão em Portugal.

## Obras publicadas
- 1998 - Mãe Canibal (Edições Mortas) ISBN 972-8313-09-8
- 2000 - O Culto da Bruxaria: No Artista e Escritor Austin Osman Spare (Edições Mortas) ISBN 972-8313-15-2
- 2006 - O Diabo, o Esteta e a Moda (Edições Mortas)
- 2008 - Ritos e Mistérios Secretos do Wicca (Edições Zéfiro) ISBN 978-972-8958-52-7
- 2008 - Posfácio de O Chamado dos Velhos Deuses: Uma Introdução à Bruxaria Tradicional (Edições Zéfiro) ISBN 978-972-8958-68-8
- 2008 - Coordenação de Mandrágora: O Almanaque Pagão (Edições Zéfiro) ISBN 978-972-8958-69-5
- 2009 - Deuses e Rituais Iniciáticos da Antiga Lusitânia (Edições Zéfiro) ISBN 978-972-8958-75-6
- 2011 - Quando o Xamã Voava (Edições Zéfiro) ISBN 978-972-8958-64-8
- 2013 - Coordenação de Mandrágora: O Almanaque Pagão 2014, O Caminhos do Wicca (Edições Zéfiro) ISBN 978-989-677-111-9
- 2014 - Dançando com a Morte: Cartas e Ensaios de Necrosofia (Edições Zéfiro) ISBN 978-989-677-114-0
- 2014 - O Verbo do Arcano Luciferino em Fernando Pessoa (Edições Sem Nome) - ISBN 978-989-99071-1-9
- 2017 - O Dragão e o Graal. A Via de Vénus e a Magia do Sangue na Tradição (Edições Zéfiro) - ISBN 978-989-67715-7-7

## Traduções
- 1999 - Os Xamãs da Sibéria - Ronald Hutton
- 2008 - O Simbolismo Oculto da Maçonaria - Oswald Wirth (Edições Zéfiro) - ISBN 978-989-677-020-4